# Велика Вовнянка
Вели́ка Вовня́нка — село в Україні, Таращанської міської громади Білоцерківського району Київської області. Населення становить 538 осіб.

## Історія
Станом на 1885 рік у колишньому власницькому селі Жидівськогребельської волості Таращанського повіту Київської губернії мешкало 1186 осіб, налічувалось 183 двори, існували православна церква, школа, постоялий двір.
За переписом 1897 року кількість мешканців зросла до 1840 осіб (943 чоловічої статі та 897 — жіночої), з яких 1833 — православної віри.